# Hubert Juin
Hubert Juin (Athus, 5 de junio de 1926-París, 3 de junio de 1987) fue un poeta, novelista, ensayista y crítico literario francófono belga.

## Obras
| Novelas - 1978: Les Hameaux Verviers, Marabout, (con prefacio de André Dhôtel), ciclo de cinco novelas: - 1958: Les Sangliers - La Cimenterie - Chaperon rouge - Le Repas chez Marguerite - Les Trois cousines Poesía - 1971: Le Cinquième Poème - 1976: Les Guerriers du Chalco - 1987: La Destruction des remparts - 1957: Le Livre des déserts | Ensayos - 1956: Les Bavards - 1956: Pouchkine - 1956: Aimé Césaire - 1957: Léon Bloy - 1958: Joë Bousquet - 1960: Aragon - 1962: Chronique sentimentale - 1968: Les Libertinages de la raison - 1968: Les Incertitudes du réel - 1969: Charles Van Lerberghe - 1970: 369 Édition spéciale - 1970: Charles Nodier - 1972: Écrivains de l'avant-siècle - 1974: Barbey d'Aurevilly - 1975: André Hardellet - 1986: Victor Hugo - 2007: Célébration du grand-père - 2010 Lectures du XIXe |